# Nematus rutilipes
Nematus rutilipes är en stekelart som först beskrevs av Lindqvist 1959.  Nematus rutilipes ingår i släktet Nematus, och familjen bladsteklar. Arten är reproducerande i Sverige.